# Gary Russell

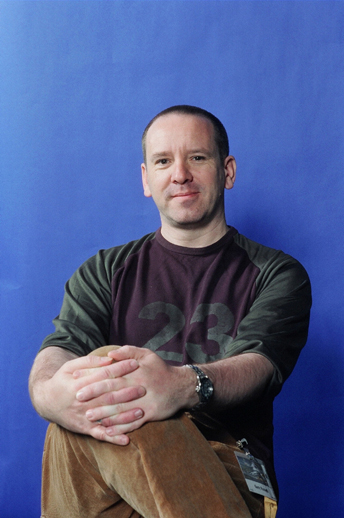
Gary Russell

Gary Russell (* 18. September 1963 in Maidenhead, Berkshire, England) ist ein britischer Schauspieler und Autor.
Er wurde am Ende der 1970er Jahre durch die Rolle des Dick Kirrin aus der Fernsehserie Fünf Freunde europaweit bekannt. In England ist er heutzutage hauptsächlich für seine Publikationen zur Science-Fiction-Fernsehserie Doctor Who bekannt.

## Leben
Der 1963 geborene Gary Russell war in den 1970er Jahren ein bekannter Kinderdarsteller. Von 1976 bis 1977 spielte er eine der Hauptrollen in The Phoenix and the Carpet, einer BBC-Adaption eines Romans von Edith Nesbit. Europaweit bekannt wurde er aber erst durch seine Verkörperung des Dick Kirrin in der Fernsehserie Fünf Freunde, welche in den Jahren 1978 bis 1979 erschien. Sie war insbesondere in Deutschland recht erfolgreich und wurde dort mehrfach wiederholt. In Dark Towers, einer Serie für Grundschüler zum Erlernen des Lesens, spielte er nochmals eine Hauptrolle. Danach spielte er eher kleinere Rollen. Eine Statistenrolle hatte er 1983 in James Bond 007 – Octopussy. Auch im Theater war er als Schauspieler tätig, dennoch setzte sich seine Schauspielkarriere in den 1980er-Jahren nicht wirklich fort. Er begann eine zweite Karriere.
Zwischen 1992 und 1995 war er der Herausgeber des Doctor Who Magazine und er begann Dr. Who-Romane zu schreiben und zu veröffentlichen. Mit dem Produzenten Philip Segal schrieb er das Buch Doctor Who: Regeneration, welches die Entstehung des Filmes Doctor Who – Der Film beschreibt. Zwischen 1998 und 2006 war er Produzent einer Doctor-Who-Hörspielserie.
Ab 2003 schrieb er zur Filmtrilogie Der Herr der Ringe einige Sachbücher. 2007 führte er bei der Zeichentrickfilmserie The Infinite Quest, die ebenfalls auf der Serie Doctor Who basiert, Regie.
Auch heutzutage ist er weiterhin als Autor tätig und wohnt zeitweise in Brockley, einem Stadtteil Londons, und Cardiff Bay.

## Filmografie
- 1976–1977: The Phoenix and the Carpet (Fernsehminiserie, 8 Episoden)
- 1978–1979: Fünf Freunde (Fernsehserie)
- 1981: Look and Read (Fernsehserie, 26 Episoden)
- 1981: Dark Towers (Fernsehserie, 10 Episoden)
- 1982: Schoolgirl Chums (Fernseh-Special)
- 1982: A Shocking Accident (Kurzfilm)
- 1983: James Bond 007 – Octopussy (Statistenrolle)
- 1993: The Airzone Solution (Direct-to-Video)
- 2007: The Infinite Quest (Regie)

## Werke

### Sachbücher und andere Publikationen
- Gary Russell (Hrsg.): Doctor Who Magazine (Ausgaben von 1992 bis 1995)
- Philip Segal und Gary Russell Doctor Who: Regeneration. HarperCollins (2000), ISBN 0-00-710591-6
- Gary Russell: Der Herr der Ringe, Die Gefährten – Die Erschaffung eines Filmkunstwerks. (2002), ISBN 3-608-93331-X
- Gary Russell: Der Herr der Ringe. Die zwei Türme. Die Erschaffung eines Filmkunstwerks. (2003), ISBN 3-608-93335-2
- Gary Russell: Der Herr der Ringe. Die Rückkehr des Königs. Die Erschaffung eines Filmkunstwerks. (2004), ISBN 3-608-93336-0
- Gary Russell: Doctor Who Encyclopedia. BBC Books (2007), ISBN 1-84607-291-3
- Comics zu Doctor Who zum einen im Doctor Who Magazine sowie in der Zeitschrift Radio Times und zum anderen als IDW Doctor Who comic book (von IDW Publishing).[3]

### Dr. Who – Romane
- Virgin New Adventures – Legacy
- Virgin New Adventures – Deadfall
- Virgin Missing Adventures – Invasion of the Cat-People
- Virgin Missing Adventures – The Scales of Injustice[4]
- Eighth Doctor Adventures – Placebo Effect
- Past Doctor Adventures – Business Unusual
- Past Doctor Adventures – Divided Loyalties
- Past Doctor Adventures – Instruments of Darkness
- Past Doctor Adventures – Spiral Scratch
- New Series Adventures – Beautiful Chaos
- New Series Adventures – The Glamour Chase
- Torchwood – The Twilight Streets